# Кламат
Кламат — головна річка півдня штату Орегон і півночі штату Каліфорнія, з витоком на сході від Каскадних гір. Довжина 423 км, площа водосточища — 40 795 км², середня витрата води біля гирла — 482 м³/сек.
Кламат є одною з трьох річок, що протікають крізь Каскадні гори. Над річкою лежить місто Кламат-Фоллс.
Головні притоки: Вілльямсон, Спрег, Шаста, Триніті.
Індіанською «кламет» означає «швидкість». Корінні племена: юрок, хупа, карук, конфедерація Кламат, модок і яхускіні, що відомі як племена Кламату, вважають річку Кламат і рибу у ній святою.
Екологічні проблеми й природоохоронні заходи.